# 海姆內斯
海姆內斯（挪威語：Hemnes）是挪威的一個市镇，位於諾爾蘭郡。